# Thauria aliris
Thauria aliris är en fjärilsart som beskrevs av John Obadiah Westwood 1858. Thauria aliris ingår i släktet Thauria och familjen praktfjärilar. Inga underarter finns listade i Catalogue of Life.

## Bildgalleri

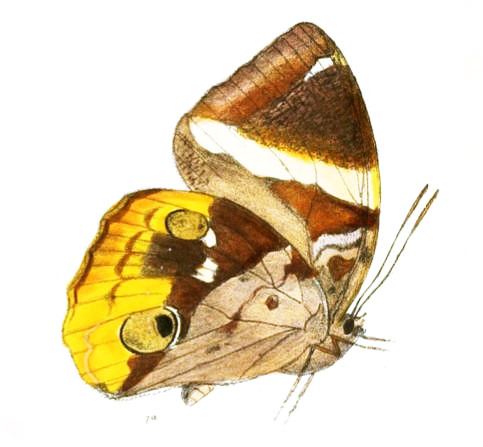